# Welt und Wort
Welt und Wort war eine monatlich erscheinende deutsche Zeitschrift für Literatur. Sie erschien von 1946 bis 1973.

## Geschichte
Welt und Wort – Zeitschrift für Literatur wurde 1946 von  Ewald Katzmann, Karl Ude und Edmund Banaschewski gegründet. Sie erschien zuerst im Bad Wörishofener "Drei Säulen Verlag" und wurde ab 1950 vom Verlag Heliopolis herausgegeben. Autoren war die wichtigen deutschsprachigen Autoren, anfangs auch Exilautoren und internationale Autoren wie Ernest Hemingway. Welt und Wort galt mit seinen Buchbesprechungen als "eine in fast allen Ländern der Welt gelesene lebendige Literaturgeschichte der Gegenwart".